# Primaire présidentielle chilienne d'Unité pour le Chili de 2025
La primaire présidentielle chilienne d'Unité pour le Chili de 2025 est une élection primaire organisée le 29 juin 2025 pour désigner le candidat à l'élection présidentielle de 2025 de la coalition Unité pour le Chili, composée des partis qui ont soutenu Gabriel Boric.
La coalition regroupe le Socialisme démocratique (Parti pour la démocratie, Parti socialiste du Chili, Parti libéral (es), Parti radical) et les partis tel que le Front large, le Parti communiste du Chili, Action Humaniste et la Fédération régionaliste verte sociale.
La primaire est officiellement enregistrée auprès du Service électoral chilien (Servel) le 30 avril 2025. La campagne électorale commence le 30 mai et se termine le 29 juin.

## Contexte
En vue des élections présidentielles de novembre 2025, le bloc au pouvoir Unité pour le Chili — qui regroupe les partis qui soutiennent le gouvernement de Gabriel Boric — a défini la tenue de primaires pour élire son candidat unique.
Le contexte politique dans lequel s'inscrivent ces primaires est marqué par une fragmentation interne au sein de la coalition au pouvoir, avec des tensions entre les partis.

## Historique

### Désignation des candidats

#### Le choix de l'écologiste Jaime Mulet
Dès janvier 2025, le parti écologiste et régionaliste de la Fédération régionaliste verte sociale choisit son ancien président (entre 2017 et 2022) et député Jaime Mulet (es).

#### Caroline Tohá, la candidate du centre-gauche
Le 4 mars 2025, Carolina Tohá annonce démissionner du ministère de l'Intérieur et confirme sa candidature présidentielle. Le lendemain, l'ancienne présidente Michelle Bachelet a exclu une nouvelle candidature, déclarant dans un communiqué qu'il y avait des « personnes de très grande valeur » au sein du centre-gauche.
Après plusieurs semaines de campagne personnelle par Carolina Tohá, son parti, le Parti pour la démocratie, la proclame comme candidate le 12 avril 2025. Le 17 avril, elle reçoit également le soutien du Parti libéral (es), après le retrait de la pré-candidature du député Vlado Mirosevic.
Tandis que le  Parti radical, après plusieurs mois à examiné et auditionné les pré-candidats Marco Enríquez-Ominami, José Antonio Gómez, et Harold Mayne-Nicholls, le parti décide de ne pas présenter de candidat à la primaire et annonce soutenir Carolina Tohá. Le 12 avril, le Parti socialiste du Chili annonce la sénatrice et présidente du parti Paulina Vodanovic en tant que pré-candidate. Après quelques semaines de campagne et de débats au sein du centre-gauche, notamment avec le PPD, le PS décide de soutenir à l'unanimité Carolina Tohá le 29 avril 2025.
En plus d'un mois de campagne, Carolina Tohá a rassemblée l'ensemble des partis du centre-gauche qui sont membres de la coalition électorale du Socialisme démocratique.

#### Jeannette Jara, la candidate communiste émergente
Pendant le gouvernement de Gabriel Boric, au sein du Parti communiste du Chili, la ministre Camila Vallejo est la mieux placée dans les sondages, mais exclut sa candidature à l'élection présidentielle. Après l'adoption de la réforme des retraites en janvier 2025, la ministre du Travail Jeannette Jara, qui portait la réforme, commence à apparaître comme présidentiable,.
En mars 2025, une lettre signée par des militants communistes, personnalités politiques, universitaires et du monde du spectacle est diffusée et souhaite une nouvelle candidature de l'ancien maire de Recoleta, Daniel Jadue, après celle à la primaire d'Approbation dignité en 2021. Cependant, l'ancien maire cest limité par ses problèmes juridiques.
Le 5 avril 2025, l'ancienne ministre Jeannette Jara est proclamée en tant que candidate présidentielle par le Parti communiste du Chili. Le 14 avril, elle reçoit le soutien d'Action Humaniste.

#### Le choix de Gonzalo Winter par le Front large
Au sein du parti de gauche (ou gauche radicale) du Front large, le maire de Maipú Tomás Vodanovic, le mieux réélu lors des élections municipales de 2024, est le mieux placé dans les sondages entre 2023 et 2024. En novembre 2024, le jeune maire exclut de se présenter à l'élection présidentielle,.
Quelques mois plus tard, en mars 2025, la figure du député Gonzalo Winter est envisagée, qui refuse tout d'abord de se présenter à l'élection, en déclarant qu'il « ne se sentait pas préparé ».
Quelques semaines plus tard et des hésitations, le député Gonzalo Winter est nommé en tant que candidat à la présidence à l'unanimité par le Comité central du parti le 3 avril 2025.

### Début de la campagne officielle de la primaire
Le 30 avril 2025, les quatre candidats s'inscrivent à la primaire présidentielle des partis de gauche, tous membre du gouvernement de Gabriel Boric. La coalition est nommée Unité pour le Chili.
La campagne démarre le 30 mai et se clôt le 29 juin, le jour du vote.

## Candidatures
| Coalition               | Parti(s)                                                                   | Parti(s) | Candidat | Candidat            |
| ----------------------- | -------------------------------------------------------------------------- | -------- | -------- | ------------------- |
|                         | Front large                                                                |          |          | Gonzalo Winter (es) |
|                         | Parti communiste du Chili Action Humaniste Gauche chrétienne (es)          |          |          | Jeannette Jara      |
| Socialisme démocratique | Parti pour la démocratie Parti socialiste Parti radical Parti libéral (es) |          |          | Carolina Tohá       |
|                         | Fédération régionaliste verte sociale Transformar Chile                    |          |          | Jaime Mulet (es)    |

## Sondages
| Sondeur                                                                         | Date           | Échantillon | Gonzalo Winter           | Jeannette Jara        | Fabien Roussel      | Jaime Mulet              |
| Sondeur                                                                         | Date           | Échantillon | Gonzalo Winter (es) (FA) | Jeannette Jara (PCCh) | Carolina Tohá (PPD) | Jaime Mulet (es) (FREVS) |
| ------------------------------------------------------------------------------- | -------------- | ----------- | ------------------------ | --------------------- | ------------------- | ------------------------ |
| Sondeur                                                                         | Date           | Échantillon |                          |                       |                     |                          |
| Panel Ciudadano                                                                 | 11-13 Juin     | 2 110       | 21 %                     | 40 %                  | 34 %                | 5 %                      |
| Criteria                                                                        | 2-3 Juin       | 1 000       | 24 %                     | 29 %                  | 40 %                | 7 %                      |
| Panel Ciudadano                                                                 | 28-29 Mai      | 2 110       | 27 %                     | 33 %                  | 36 %                | 4 %                      |
| Panel Ciudadano                                                                 | 6-7 avril 2025 | 2 335       | 30 %                     | 27 %                  | 39 %                | 4 %                      |
| Publication de la liste officielle des candidats par le SERVEL (30 avril 2025). |                |             |                          |                       |                     |                          |

## Résultats
| Candidats                | Candidats                | Parti (coalition)        | Voix       | %     |
| ------------------------ | ------------------------ | ------------------------ | ---------- | ----- |
|                          | Jeannette Jara           | PCCh                     | 825 217    | 60,17 |
|                          | Carolina Tohá            | PPD (SD)                 | 385 010    | 28,07 |
|                          | Gonzalo Winter (es)      | FA                       | 123 707    | 9,02  |
|                          | Jaime Mulet (es)         | FREVS                    | 37 640     | 2,74  |
|                          |                          |                          |            |       |
| Votes valides            | Votes valides            | Votes valides            | 1 372 702  | 96,64 |
| Votes blancs             | Votes blancs             | Votes blancs             | 13 947     | 0,98  |
| Votes nuls               | Votes nuls               | Votes nuls               | 33 786     | 2,38  |
| Total                    | Total                    | Total                    | 1 420 435  | 100   |
| Abstention               | Abstention               | Abstention               | 14 078 636 | 90,84 |
| Inscrits / participation | Inscrits / participation | Inscrits / participation | 15 499 071 | 9,16  |